# Edward Sandford Burgess
Edward Sandford Burgess (19 de enero de 1855 - 23 de febrero de 1928) fue un profesor, botánico, pteridólogo, y antropólogo estadounidense.

## Biografía
Fueron sus padres Chalon y Emma Burgess. Se casó con Irene S. Hamilton, en 1884, y dos de sus hijos: Theodore Chalon Burgess (1889-1925) y Sarah Julia Burgess (1887-1942), llegaron a adultos, mientras otros tres no.
Muy precozmente se interesó en la botánica. A los dieciséis, había analizado 280 plantas de su entorno hogareño. A los diecinueve, había clasificado la Flora del Condado de Chautauqua, publicándolo como: The Chautauqua flora: a catalogue of the plants of Chautauqua County, New York, native or naturalized; extending through the cryptogamous plants to the end of the Hepaticae. Ed. Clinton, New York, 1877.
Estudió en la "Escuela Normal Fredonia State", graduándose en 1875. Enseñó botánica, latín, etc. en varias escuelas de la costa este, como: "Delaware Literary Institute", en Franklin, New York (1879-80), "Central High School", en Washington D. C. (1882-1895), Johns Hopkins University (1885), y en "Martha's Vineyard Summer Institute", de 1881 a 1895.
Entró a la Columbia University, recibiendo su Ph.D. en 1899. Y un grado honorario de Doctor en Ciencias de la alma mater: "Hamilton College", en 1904.

## Honores
- "Colecciones de Manuscritos Burgess", en la Biblioteca de la Universidad de Oregón, quien fue su inicial dueño y formador. Su hija Julia donó ese material en 1935

## Algunas publicaciones
- "The Work of the Torrey Botanical Club". Bull. of the Torrey Bot. Club 27 (1900): 552-8

- "Plant Illustrations in the Middle Ages". Torreya 2 (1902): 60-1

- "History of pre-Clusian botany in its relation to aster". Memoirs of the Torrey Botanical Club 10 (1902): 1-447

- "Aster". En: Flora of the Southeastern United States, J.K. Small (1903)

### Libros
- "Species and variations of Biotian asters, with a discussion of variability in Aster". Memoirs of the Torrey Botanical Club 13 (1906): 1-419

- "A method of teaching economic botany". Memoirs of the Torrey Botanical Club 17 (1918). 52 pp.
- La abreviatura «E.S.Burgess» se emplea para indicar a Edward Sandford Burgess como autoridad en la descripción y clasificación científica de los vegetales.[3]